# Stolnica sv. Janeza, Nikozija

Stolnica sv. Janeza  Teologa v Nikoziji na Cipru je stolnica Ciprske cerkve. Sedanja cerkev je bila ustanovljena leta 1662 na mestu starejšega srednjeveškega samostana, posvečenega svetemu Janezu Teologu. Stoji znotraj obzidja.

## Zgodovina
Sedanja cerkev je bila zgrajena v 17. stoletju na mestu samostana, posvečenega svetemu Janezu Teologu, znanem tudi kot sveti Janez Teolog Pipis. Ni znano, kdaj je bila ustanovljena. Najstarejša omemba je v listini iz leta 1345, verjetno pa je samostan obstajal že prej. Po enem mnenju je samostan ustanovila rodbina Lusignan in je bil benediktinski samostan. Vendar pa so benediktinci leta 1426 zapustili Ciper zaradi pogostih vpadov Mamelukov in samostan je prešel v last pravoslavcev, ki so ohranili posvetitev svetemu Janezu Teologu.
Po drugem mnenju so samostan ustanovili sirsko-pravoslavni, ki so se na Cipru začeli naseljevati od 9. stoletja zaradi širitve Arabcev, medtem ko se jih je veliko število naselilo v 14. stoletju, po osvojitvi Križarske države v Sveti deželi. Menijo, da so bili med tistimi, ki so se naselili na Cipru, člani družine Pipi, ki je ustanovila samostan. Ime izhaja iz arabske besede habib, kar pomeni ljubezen. Iz opisov samostana je videti, da je bil grobišče za pravoslavne.
Zdi se, da je samostan doživel razcvet ob koncu frankovskega in beneškega obdobja. Konec 16. stoletja je bil opat samostana učenjak Leontios Efstratios, ki je v samostanu ustanovil šolo. Samostan je deloval tudi v 17. stoletju.
Ciprski nadškof Nikiforos je leta 1662 položil temeljni kamen nove cerkve na mestu samostana. Zdi se, da je bil stari tempelj uporabljen kot osnova za nastanek novega templja. Posvetilni napis je v obliki marmorne plošče, ki je bila vzidana nad zahodni vhod cerkve in nosi datum 30. april 1662. Čeprav ni znano, kdaj je bila nova cerkev dokončana, se domneva, da je bila pred letom 1674, ko je Nikifor iz zdravstvenih razlogov odstopil s položaja.
Cerkev je leta 1720 postala rezidenca ciprskega nadškofa in je kraj ustoličevanja ciprskih nadškofov. Leta 1779 je bil prizidan narteks templja in razširjen del za ženske proti zahodu.

## Arhitektura
Tempelj pripada tipu enoladijske obokane strehe. V notranjosti ima koničast lok, ki ga podpira pet prav tako koničastih reber. Rebra se naslanjajo na majhne konzole visoko na stenah. Vhod v tempelj je skozi štiri vrata. Tri na južni, zahodni in severni strani so enako široka, medtem ko so manjša na vzhodnem koncu severne stene in omogočajo neposreden dostop do svetih stopnic. Ima tudi devet oken, pet na južni in štiri na severni steni. Dve okni sta v nišah v vzhodni steni in pet v narteksu.
Na vzhodnem koncu ima tempelj nišo, ki je znotraj polkrožna, zunaj pa petkotna. Južno od osrednje niše je manjša, ki prekriva dve od petih strani osrednje niše in je služila kot zakristija. Na jugovzhodni strani cerkve se dviga zvonik, ki je bil prizidan kasneje. Severno in južno zunanjo steno podpirajo oporniki, po šest na vsaki steni. Narteks templja je pokrit z razpelom, njegov spodnji del pa je odprta galerija.
Južni in zahodni vhod imata marmorne preklade s kiparskim okrasjem. Na prekladi južnega vhoda je upodobljen lovorov venec z grbom v njem, ki ga obdajata dve goli človeški podobi, ki vlečeta vrv, nad njim pa je relief leva svetega Marka. Na zahodni prekladi je v sredini upodobljen grb z dvema levoma, ki sta obkrožena z rozetama in sta pod triločnim obokom. Zgoraj so na drugi plošči upodobljeni trije grbi, pri čemer je srednji višji od ostalih dveh, na njem pa je vklesan ustanovni napis. Zgoraj je vzidana plošča, morda del manjšega sarkofaga, kjer je upodobljeno Križanje.
Cerkev ima v notranjosti freske iz 18. stoletja s prizori iz Svetega pisma, pa tudi odkritje groba apostola Barnaba v Salamisu. V cerkvi hranijo ikone iz let 1795 in 1797, dela Ioannisa Kornarosa.